# Libnotes plutonis
Libnotes plutonis är en tvåvingeart som först beskrevs av Alexander 1924.  Libnotes plutonis ingår i släktet Libnotes och familjen småharkrankar. Inga underarter finns listade i Catalogue of Life.